# Малов, Владимир Николаевич
Владимир Николаевич Малов (5 июля 1938, Калуга — 24 января 2019) — советский и российский историк и палеограф, доктор исторических наук, специалист по истории Франции ХVI—XVIII веков.

## Биография
В 1955—1960 годах учился на историческом факультете Московского Государственного университета, получив специальность на кафедре новой и новейшей истории у Б. Ф. Поршнева, под руководством которого написал дипломную работу о социальных утопиях Фенелона. По окончании университета был распределен в Институт мировой экономики и международных отношений АН СССР в сектор рабочего движения, во время работы в котором опубликовал свои первые статьи, посвященные всеобщей забастовке в Бельгии 1960—1961 годов.
В 1961 году поступил в аспирантуру сектора истории средних веков Института истории АН СССР, где его научным руководителем была А. Д. Люблинская. Пройдя подготовку в качестве палеографа-латиниста специально для Москвы, в 1965 году защитил кандидатскую диссертацию на тему «Палеографическое исследование документов по истории Франции конца ХV—XVIII вв. (по материалам собраний СССР)», подготовленную, в основном, на базе рукописных материалов коллекции П. П. Дубровского Государственной Публичной библиотеки. Переработанный текст диссертации был в 1975 году издан в виде монографии «Происхождение современного письма (палеография французских документов конца ХV—XVIII вв.)»
С 1965 года работал в Институте истории, с 1968-го в Институте всеобщей истории, где стал главным научным сотрудником и ведущим научным сотрудником Центра по изучению XVIII века. Прикомандированный к комиссии по изучению дипломатических документов Министерства иностранных дел, в течение трех лет занимался изысканиями в различных архивах, в процессе подготовки коллективной работы «Внешняя политика России ХIХ и начала XX в. Документы Российского министерства иностранных дел» (Тома V и VII).
До 1974 года был ответственным секретарем сборника «Средние века», в 1975—1981 годах заведовал отделом новой истории в журнале Новая и новейшая история, с 1992 года состоял членом редколлегии этого издания. Был членом редколлегии ежегодника «Одиссей».
В 1981 году был приглашен профессором Ю. Л. Бессмертным в качестве ответственного секретаря для подготовки третьего тома «Истории крестьянства в Европе», для которого соаместно с А. Д. Люблинской, самим Ю. Л. Бессмертным и Ю. Ю. Кахком написал введение и несколько обобщающих глав.
Вместе с А. Д. Люблинской был ответственным редактором и автором предисловия к сборнику «Документы по истории внешней политики Франции 1552—1553 гг.», депонированному в 1985 году в ИНИОН АН СССР
В 1986 году как заместитель ответственного редактора профессора М. А. Барга принял участие в работе над четвёртым томом «Истории Европы», написав для неё разделы «Великие географические открытия», «Международные отношения конца ХV—ХVI вв»., «Европа в системе мировой торговли XVII в.», «Фронда» и «Европейский абсолютизм второй половины XVII — начала XVIII в.»
В 1989 году защитил докторскую диссертацию «Абсолютистская бюрократия и французское общество. Социальная и экономическая политика Кольбера», опубликованную в 1991 году как монография «Ж.-Б. Кольбер. Абсолютистская бюрократия и французское общество» и ставшую первым российским исследованием, посвященным этому министру.
В 1999 году был ответственным редактором издания биографии Людовика XIV Франсуа Блюша.
Был автором статей в Большой Советской энциклопедии, Советской исторической энциклопедии и Большой Российской энциклопедии. В качестве консультанта архивиста и палеографа участвовал в подготовке к публикации франко-швейцарского издания переписки кардинала дю Белле (Correspondance du cardinal Jean Du Bellay. tt. IV—VII, 1547—1560).
Значительную работу проделал как ответственный редактор перевода «Мемуаров» герцога де Сен-Симона (2007, 2016), к которому написал биографическую статью и примечания, и многотомного издания Д. Л. Ватейшвили «Грузия и европейские страны. Очерки истории взаимоотношений XIII—XIX века» (Тома I—III). В 2013 году написал для третьего тома «Всемирной истории в шести томах» под редакцией академика А. О. Чубарьяна главы «Международные отношения в Европе в конце XV—XVI веке» (совместно с Б. Н. Флорей), «Тенденции развития государственности: абсолютизм», «Европа и мир: экономическая конъюнктура», «Международные отношения в XVII веке» и «Франция в XVII веке».
В 2009 году выпустил монографию «Парламентская Фронда: Франция 1643—1653 гг.», получившую премию французского посольства в Москве за лучшую книгу по истории Франции, а в 2015-м свою последнюю крупную работу «Орлеан и его окрестности в XVI—XVIII вв.», написанную на материале обнаруженного историком в Отделе письменных источников Государственного Исторического музея в собрании П. И. Щукина комплекса орлеанских нотариальных и судебных актов.
Главным палеографичесим достижением В. Н. Малова было описание и изучение «коллекции Ламуаньона» — хранящегося в РГАДА собрания документов (более 8200 единиц) из ведомственного архива Жана Дютье, государственного секретаря Франции по иностранным делам в 1547—1559 годах, приобретенного во второй половине XVII века первым президентом Парижского парламента Гийомом де Ламуаньоном, а в 1791 году купленного на аукционе, предположительно, секретарем российского посольства П. П. Дубровским. С 1791 по 1917 год коллекция находилась в собственности рода Строгановых, а в 1929-м была передана в Древлехранилище Московского отделения Центрального Исторического архива, где её изучением в 1950-годах занялась А. Д. Люблинская, опубликовавшая в 1963 году первые 146 документов. В 1970-х годах её работу продолжил В. Н. Малов, составивший полный каталог коллекции, первая часть которого была издана в 1997 году. Собрание, включающее значительную часть архива Анна де Монморанси, в основном, представляет собой письма и донесения французских дипломатов и военных, направленные королю Генриху II и его коннетаблю в 1547—1559 годах, на заключительном этапе Итальянских войн. В 1997 году В. Н. Малов обратился к истории франко-турецких отношений середины XVI века, опубликовав 250 документов коллекции, касающихся французского завоевания Корсики (1553—1559).
Кроме этого исследователь ввел в научный оборот часть архива кардинала Буажелена де Кюсе, хранящегося в Отделе рукописей РГБ, описал латинские и немецкие грамоты XV—XVI веков из Отдела редких книг и рукописей Научной библиотеки МГУ и занимался поиском западноевропейских рукописей в областных архивах Рязани, Ростова Великого, Ярославля. Иванова, Калуги.

### Монографии, каталоги и сборники статей
- Происхождение современного письма (Палеография французских документов конца XV—XVIII вв.). — М., 1975. 200 с.
- Ж.-Б. Кольбер. Абсолютистская бюрократия и французское общество. — М., 1991, 240 с.
- Коллекция Ламуаньона (Архив Жана Дютье, государственного секретаря Франции в 1547—1560 гг.). Опись документов. Выпуск I. — М., 1997, 224 с. (Совместно с И. С. Шарковой)
- Парламентская Фронда. Франция 1643—1653. — М., 2009, 497 с.
- Орлеан и его окрестности в XVI—XVIII вв. (по коллекции орлеанских грамот в ОПИ ГИМ). — М., 2015, 127 с.
- Франция и Россия. Судьбы старых документов XVI—XVIII веков. — М., 2019, 304 с.

### Статьи
- Характер и значение всеобщей забастовки в Бельгии // Мировая экономика и международные отношения, 1961, № 6, с. 123—126
- Крупнейшая стачка в Бельгии // Рабочее движение в капиталистических странах (1959—1961 гг.). М., 1961, с. 169—179
- Развитие французского письма XVI—XVIII вв. по каллиграфическим источникам // Средние века, вып. 27, 1965, с. 158—181
- Что такое палеография // Вопросы истории, 1966, № 2, с. 209—213
- Французские государственные секретари в XVI—XVII вв. (К вопросу о значении данных палеографии для административной истории) // Средние века, вып. 29, 1966, с. 267—275
- Письмо XVI—XVIII вв. // А. Д. Люблинская. Латинская палеография. — М., 1969, с. 146—166
- Франция и Португалия перед португальской революцией 1640 г. (Документы из архива Ришельё в Государственной библиотеке им. В. И. Ленина) // Средние века, вып. 33, 1971, с. 324—339
- А. Д. Люблинская — историк-медиевист // Средние века, вып. 35, 1972, с. 3—14. (Совместно с Ю. Л. Бессмертным)
- Исследования по латинской палеографии в СССР в 1940-х — 1970-х гг. // Проблемы палеографии и кодикологии в СССР. — М., 1974, с. 273—281
- Происхождение коллекции Г. Ламуаньона (ЦГАДА) — Археографический ежегодник за 1975 год. — М., 1976, с. 55—69.
- Les archives d’un secrétaire d’Etat de Henri II retrouvées à Moscou // Bibliothèque de l’École des chartes, t. CXXXV, 1977. — P., 1978, p. 313—339
- Каллиграфия и ренессансное сознание // Типология и периодизация культуры Возрождения. — М., 1978, с. 169—174
- Documenti per la storia delle guerre italiane del XVI secolo in un archivio di Mosca // Rassegna sovietica. — Roma, 1979, № 5, p. 85—95
- Александра Дмитриевна Люблинская (1902—1980) // Французский ежегодник 1978. — М., 1980, с. 277—278.
- К вопросу о складывании единого хлебного рынка во Франции в XVIII—XIX веках (Опыт корреляционного анализа) // Французский ежегодник 1979. — М., 1981, с. 188—212
- Gli studi di paleografia latina in Russia dal 1940 agli anni settanta // Archivi e cultura XIV (1980). — Roma, 1981, p. 17—31.
- Проект монастырской реформы Кольбера // Французский ежегодник 1982. — М., 1984, с. 101—119
- Le projet colbertiste de la réforme monastique // Un nouveau Colbert. Actes du colloque pour le tricentenaire de la mort de Colbert. — P., 1985, p. 167—176
- Был ли «кризис XVII века»? // Новая и новейшая история, 1985, № 5, с. 72—78
- Итальянская школа латинской палеографии и теория Маллона-Маришаля // Вспомогательные исторические дисциплины, вып. XVII. — Л., 1985, с. 321—342
- Фронда // Вопросы истории, 1986, № 7, с. 76—87
- Единство и противоречия позднефеодального периода // Новая и новейшая история, 1986, № 4, с. 82—86
- Lettres inédites du cardinal François de Tournon (juin — décembre 1552) // Bibliothèque de l’École des chartes, t. 145, 1re livraison. — P. — Génève, 1987, p. 129—161
- Цехи и мануфактуры в политике Кольбера // Проблемы экономической истории феодализма. Сборник обзоров и статей. — М., 1989, с. 176—185
- Экономическая политика Кольбера и франко-голландская война 1672 г. // Экономика и политика. Взаимосвязь и взаимодействие. — М., 1990, с. 60—66
- Прошлые и нынешние взгляды на деятельность Ж.-Б. Кольбера // Новая и новейшая история, 1991, № 2, с. 204—221
- Московский архив монсеньора Буажелена // Новая и новейшая история, 1992, № 6, с. 132—154
- Письма Кольбера к Сегье из коллекции Дубровского в ГПБ // Средние века, вып. 56, 1993, с. 191—205
- Династии Европы к 1789 г. // Монархи Европы. Судьбы династий. — М., 1996, с. 7—32
- Людовик XIV: опыт психологической характеристики // Новая и новейшая история, 1996, № 6, с. 152—169
- Документы по истории франко-турецких отношений в коллекции Ламуаньона // Средние века, вып. 59, 1997, с. 169—195
- Регистры кольберовского госсекретариата флота в Национальной Российской библиотеке // Европа: XVII век. — М., 1997, с. 184—191
- Западноевропейские рукописи в провинции: грамоты Ростовского музея // Бюллетень Всероссийской ассоциации медиевистов и историков раннего нового времени, № 8. — М., 1997, с. 36—37
- Découvert à Moscou: Le traité inédit d’un académicien des sciences de Paris sur les poudres (1720) // Revue d’Histoire des sciences, vol. 51. — P., 1998, № 1, p. 145—149
- Латинские грамоты Ростовского музея // Сообщения Ростовского музея, вып. IX. — Ростов, 1998, с. 166—169
- Психологический портрет Людовика XIV // Дворянский вестник, № 11 (54). — М., 1998, с. 3
- Представительные собрания и парламенты во Франции Старого порядка // Из истории европейского парламентаризма: Франция. — М., 1999, с. 15—22
- Западноевропейские рукописи в провинции: казанский сборник // Бюллетень Всероссийской ассоциации медиевистов и историков раннего нового времени, № 10—11. — М., 2000, с. 3—4
- Государство и католическая церковь во Франции XVII века // Исторический вестник, № 1 (5). — М. — Воронеж, 2000, с. 144—147
- Жан-Батист Кольбер — реформатор XVII века (1619—1683) // Новая и новейшая история, 2000, № 3, с. 97—109
- Меровинги // Вопросы истории, 2000, № 6, с. 150—158
- Западные рукописи в провинции: книга ламанчского идальго из Иваново // Бюллетень Всероссийской ассоциации медиевистов и историков раннего нового времени, № 12. — М., 2000, с. 28—29
- Западные рукописи в провинции: польские судебные книги Ярославского архива — Бюллетень Всероссийской ассоциации медиевистов и историков раннего нового времени, № 12. — М., 2000, с. 30—31
- Du nouveau sur l’histoire de la collection Lamoignon // Bibliothèque de l’École des Chartes, t. 158, juillet — décembre 2000. — P. — Génève, 2001, p. 557—563
- Новое о коллекции Ламуаньона: итоги каталогизации // Западноевропейская культура в рукописях и книгах Российской национальной библиотеки. Памяти А. Д. и В. С. Люблинских. — СПб., 2001, с. 267—274
- Новый источник: регистры дарений Карла IX // Французский ежегодник 2001. — М., 2001, с. 89—96
- Психологический портрет Людовика XIV // Европейские монархии в прошлом и настоящем. — СПб., 2001, с. 137—141
- Западные рукописи в провинциальных хранилищах России // Археографический ежегодник 2000. — М., 2001, с. 340—347
- Алжир и Франция в XVI веке: новый документ о янычарском мятеже 1557 года // Новая и новейшая история, 2002, № 2, с. 72—81
- С тоской и благодарностью (Памяти Г. С. Чертковой) // Французский ежегодник 2002. — М., 2002, с. 3—6
- Дютье — Рибье — Ламуаньон: новое о коллекции Ламуаньона // Археографический ежегодник 2001. — М., 2002, с. 329—335
- Les registres moscovites des dons de Charles IX // Études sur l’ancienne France offertes en hommage à Michel Antoine. — P., 2003, p. 235—242
- Текст латинских записей на бумажных макулатурных листах, подклеенных к оборотным сторонам крышек переплета // И. П. Мокрецова и др. Материалы и техника византийской рукописной книги. — М., 2003, с. 192—193
- Герцог Сен-Симон: человек и писатель — Новая и новейшая история, 2004, № 3, с. 196—215
- XVII век: время профессионализации // Человек XVII столетия. — М., 2005, с. 11—15
- Три этапа и два пути развития французского абсолютизма // Французский ежегодник 2005. — М., 2005, с. 86—128
- Герцог де Сен-Симон: человек и писатель // Сен-Симон. Мемуары 1691—1701. — М., 2007, с. 707—729
- Papiers de Monseigneur de Boisgelin dans la Bibliothèque d’Etat de Russie // Annuaire-bulletin de la Société de l’Histoire de France. Année 2006. — P., 2008, p. 81—108
- Польско-итальянские документы Рязанского архива // Проблемы дипломатики, кодикологии и актовой археографии. Материалы XXIV Международной научной конференции. Москва, 2 — 3 февраля 2012 г. — М., 2012, с. 388—390
- Крах героического индивидуализма: «Софонисба» Пьера Корнеля // Одиссей. Человек в истории. Школа и образование в Средние века и Новое время. 2010/2011. — М., 2012, с. 242—267
- Западные рукописи в провинциальных хранилищах России: польско-итальянские документы Рязанского архива // Археографический ежегодник за 2007—2008 годы. — М., 2012, с. 296—303
- Бумаги Флоримона Роберте в коллекции Ламуаньона // Средние века. Исследования по истории Средневековья и раннего Нового времени, вып. 73 (3 — 4). — М., 2012, с. 341—364
- Орлеанские грамоты в ОПИ ГИМ // Вспомогательные исторические дисциплины в современном научном знании. Материалы XXV Международной научной конференции. Москва, 31 января — 2 февраля 2013 г. Ч. II. — М., 2013, с. 392—395
- Орлеанские грамоты в ОПИ ГИМ // Палеография, кодикология и дипломатика. Современный опыт исследования греческих, латинских и славянских рукописей и документов. Материалы Международной научной конференции в честь 75-летия доктора исторических наук, члена-корреспондента Афинской Академии Бориса Львовича Фонкича. Москва. 27—28 февраля 2013 г. — М., 2013, с. 199—201
- Ипотечная рента и проблема устойчивости крестьянской собственности в области Орлеанэ (XVI—XVIII вв.) // «Моделирование социальной среды: европейский опыт Средневековья и Нового времени». — М., 2015, с. 86—96
- Песня о проверке дворянства (1664 год) // «Universitas historiae. Сборник статей в честь Павла Юрьевича Уварова». — М., 2016, с. 495—500